# Perseus (Cellini)

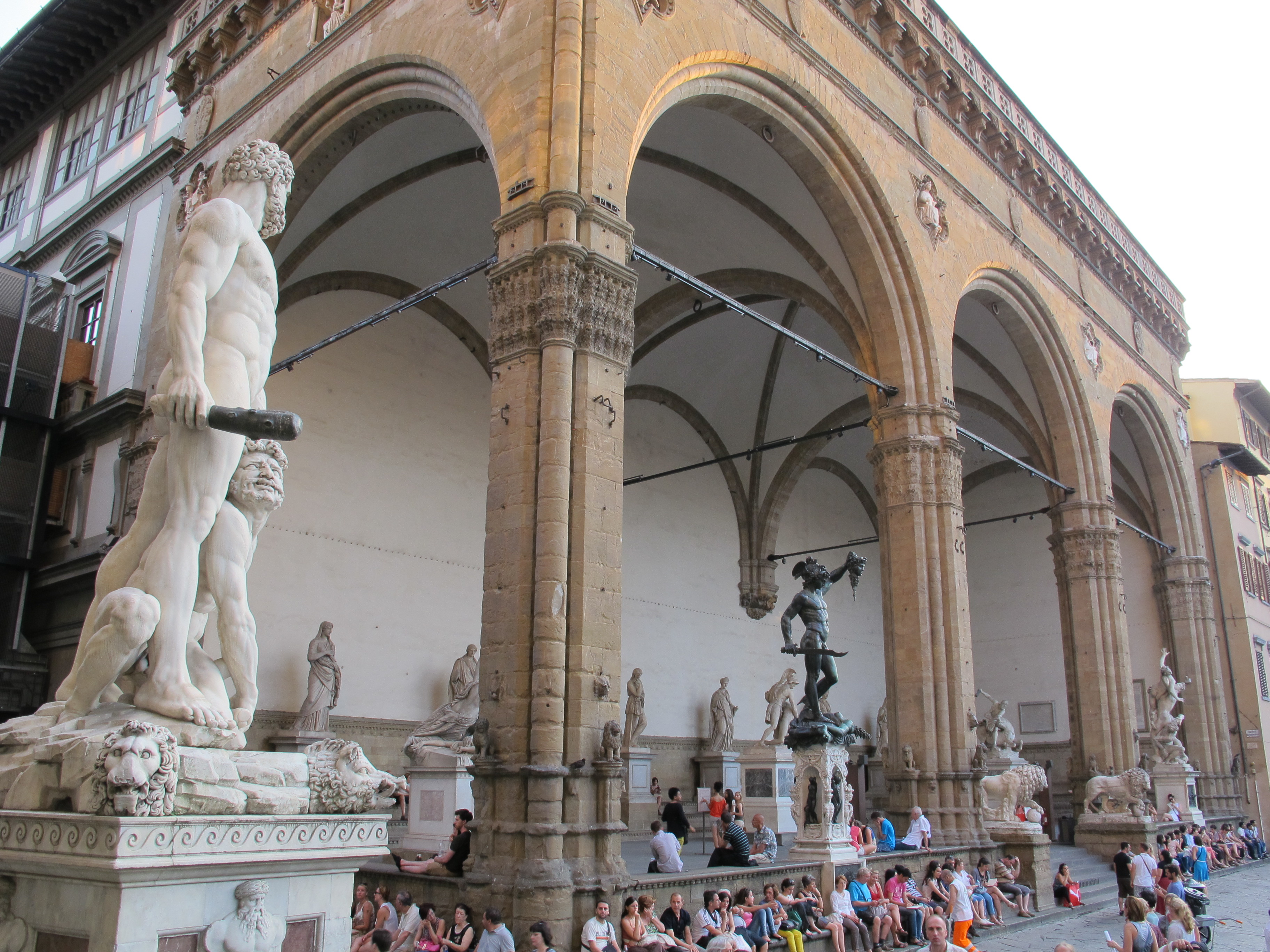
Opstelling in de Loggia dei Lanzi. De mensen op de bank zitten met hun rug tegen het reliëf van Perseus en Andromeda.

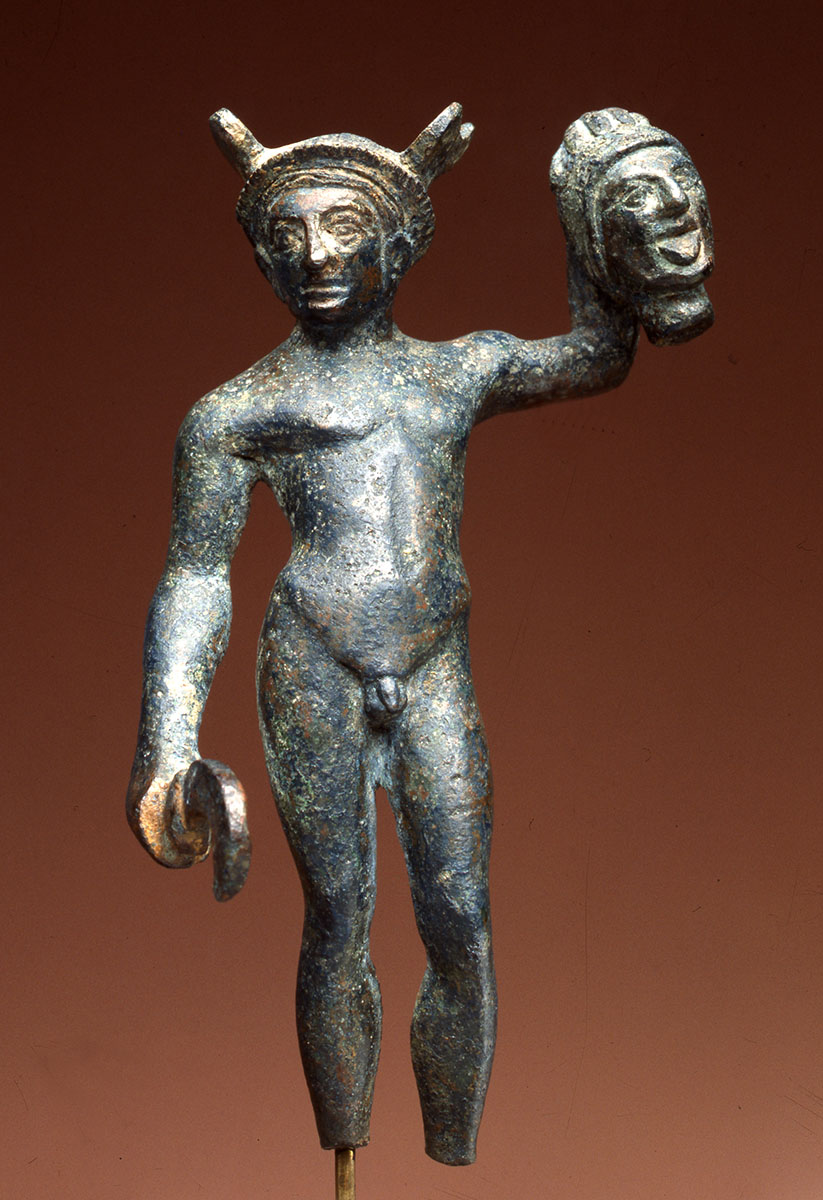
Etruskisch beeldje dat Cellini kan hebben geïnspireerd.

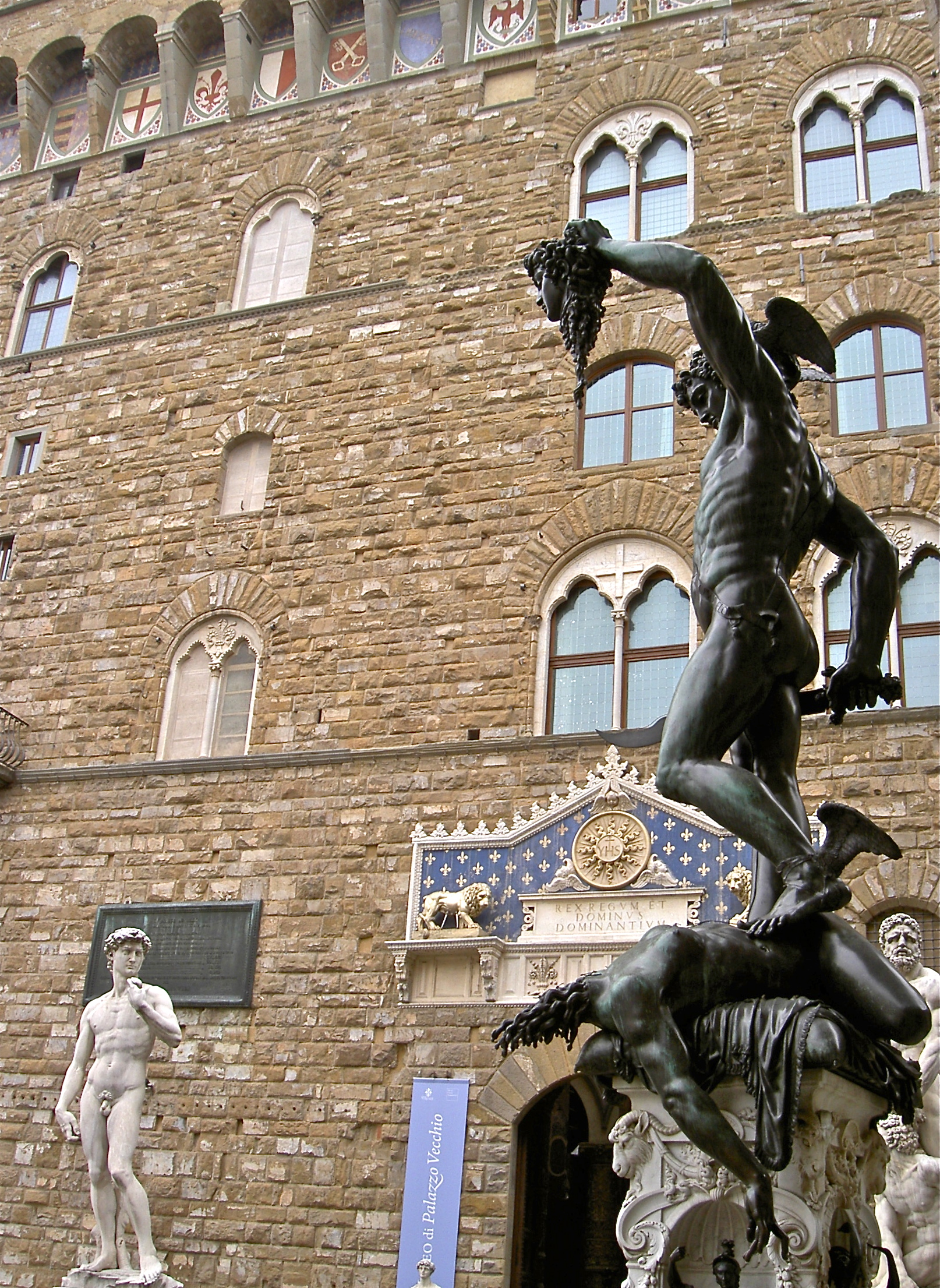
De Perseus met erachter het Palazzo Vecchio en links een replica van Michelangelo's David (in Cellini's tijd nog het origineel).

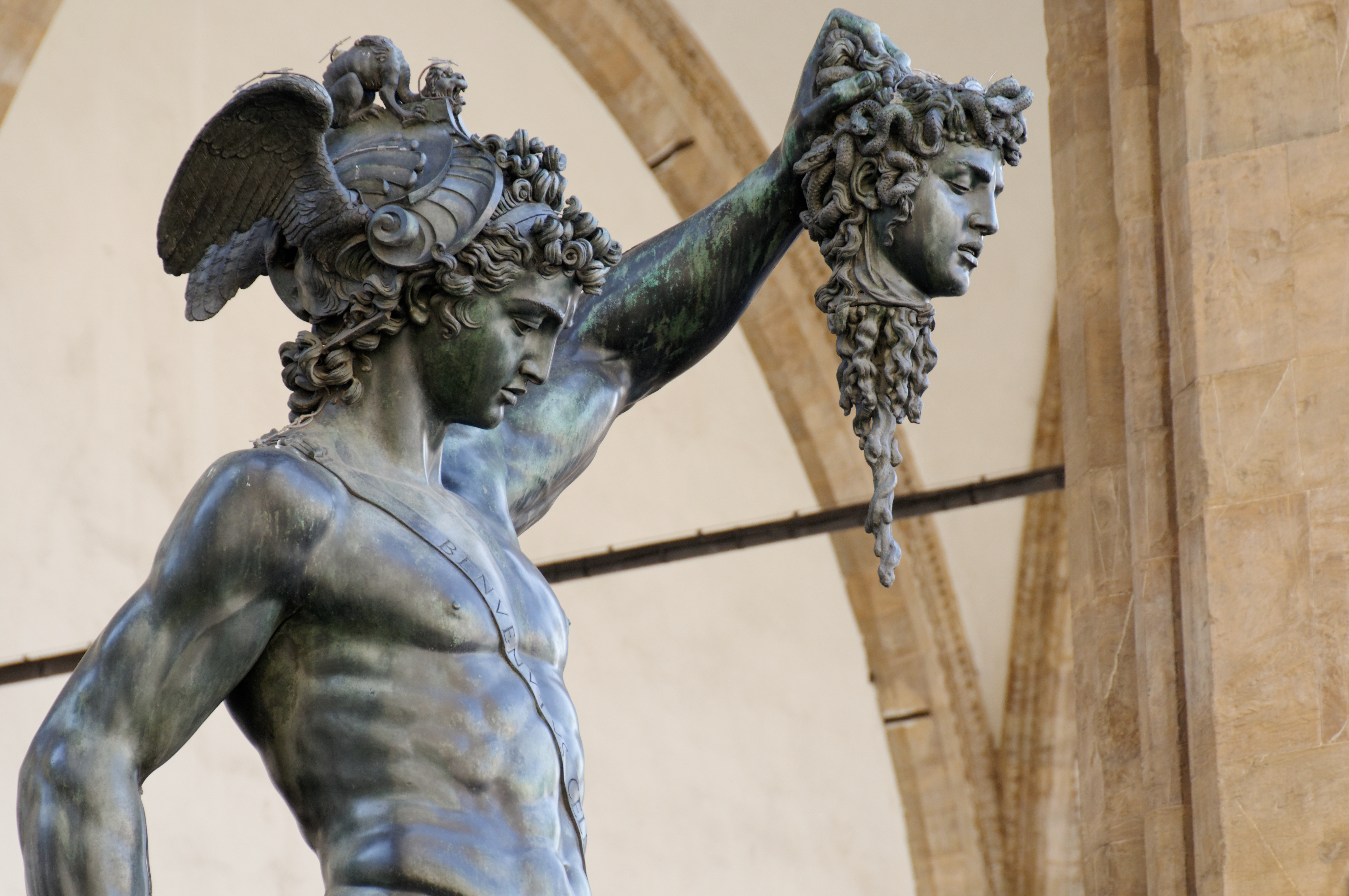
Detail van de hoofden

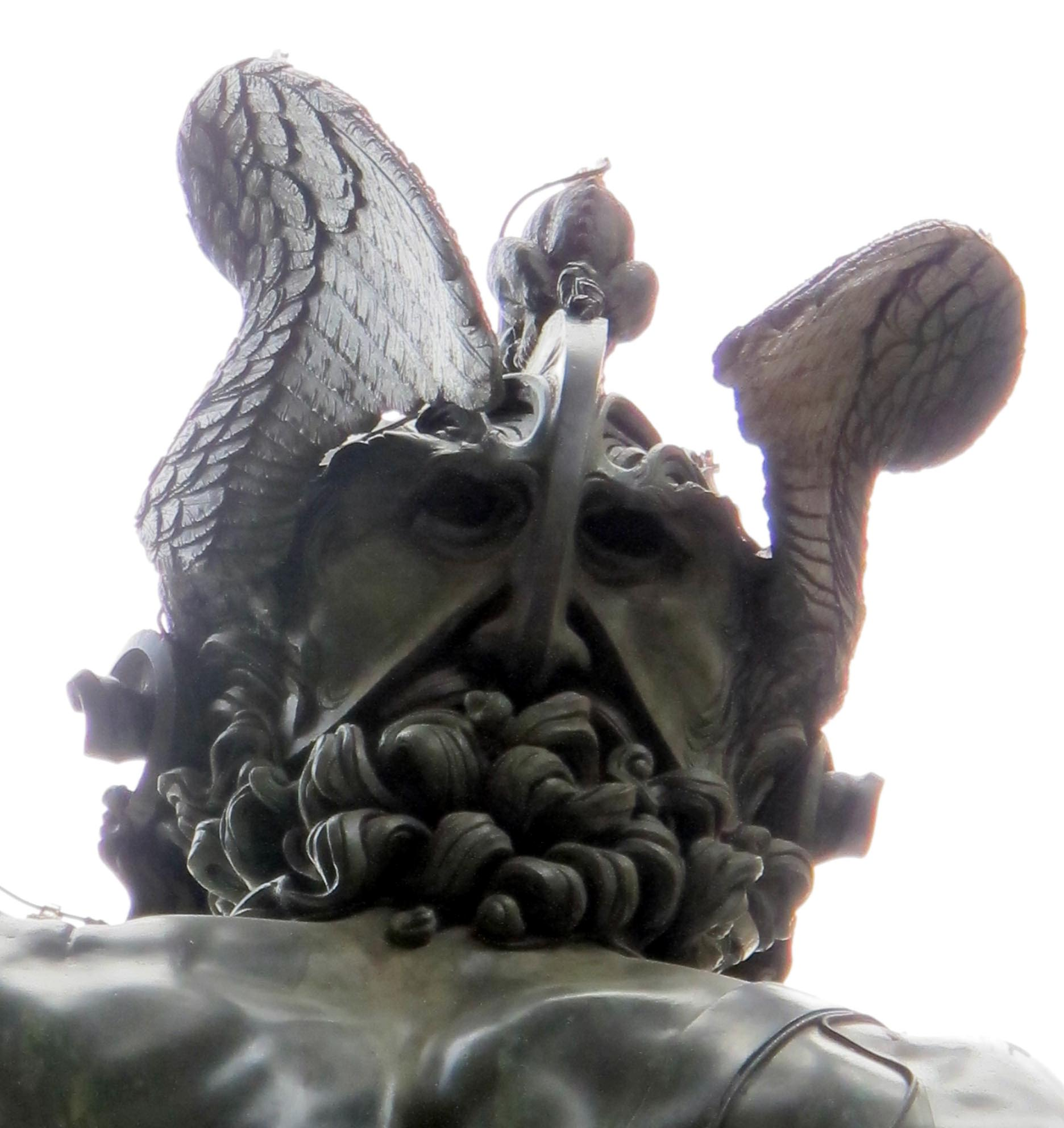
De Januskop gevormd door de helm en het haar van Perseus.

De originele sokkel met de grotesken en de vrijstaande beelden in het Bargello.

Perseus of met een langere titel Perseus met het hoofd van Medusa is een bronzen beeldengroep van de renaissancekunstenaar Benvenuto Cellini in de Loggia dei Lanzi te Florence. Het maniëristische werk, voltooid in 1554, is het meest monumentale en beroemde van Cellini, die zijn technisch meesterschap toonde door het Perseusbeeld in één stuk te gieten.

## Opdracht
Na zijn plotse vertrek uit Frankrijk, waar hij zich voornamelijk had toegelegd op goudsmeedwerk voor koning Frans I van Frankrijk in Fontainebleau, trad Cellini in de zomer van 1545 in dienst van hertog Cosimo I de' Medici, die hem een prestigieuze opdracht gaf: een beeld van Perseus met het afgehakte hoofd van Medusa. De groep droeg een politieke boodschap, maar zal Cellini vooral hebben aangesproken doordat hij zich kon meten met de andere kunstenaars van de Florentijnse school. Op de Piazza della Signoria stonden ook de David (1504) van de door hem bewonderde Michelangelo en de Hercules en Cacus (1534) van zijn rivaal Baccio Bandinelli, die hij minachtte. Eindelijk kreeg hij in zijn geboortestad de kans zich op groot formaat te bewijzen. Het was zijn overtuiging dat hij alleen op die manier zijn naam voor de eeuwigheid kon vestigen.

## Totstandkoming
Cellini maakte eerst een schetsontwerp en boetseerde dan in enkele weken een wasontwerp, dat werd goedgekeurd door de hertog. Hij overtuigde zijn opdrachtgever ervan dat het finale brons 3,2 m hoog moest worden. Het 70 cm hoge wasmodel wordt bewaard in het Bargello. Enthousiast ging Cellini meteen aan de slag in het huis dat de hertog hem schonk en waarvan de tuin grensde aan het Spedale degli Innocenti. Toch zou het negen jaar duren vóór het resultaat kon worden onthuld. Reeds een jaar na zijn aankomst moest hij uitwijken naar Venetië vanwege een sodomiebeschuldiging en ook een nierziekte strooide roet in het eten.
Het bewogen creatieproces is door Cellini beschreven in zijn autobiografie en in zijn andere geschriften, maar op verschillende punten is zijn relaas tegenstrijdig en niet betrouwbaar. Qua gieting bestaat het werk uit verschillende onderdelen: het Perseusbeeld, daaronder het lichaam van Medusa, de vier kleinere figuren op de sokkel en het reliëfpaneel met Andromeda. Het eerste deel dat werd gegoten was het onthoofde lichaam van Medusa in de zomer van 1548. Zoals de Judith en Holofernes (1494) van Donatello – waarmee Cellini wedijverde – was de Perseus een bronzen groep op een marmeren sokkel.
Voor het grote Perseusbeeld uit één stuk gebruikte Cellini de verlorenwasmethode. Hij vormde eerst een kleikern rond een houten armatuur en bracht daarop een waslaag aan waarin de kleinste details waren gemodelleerd. Ook voorzag hij giet- en luchtafvoerkanalen. Wanneer de was was uitgehard, bedekte hij haar met een gipslaag. Het geheel werd vervolgens van onderaf verwarmd, zodat de was eruit vloeide en de plaats werd ingenomen door gesmolten brons. Het gieten van de Perseus in december 1549 verliep zeer moeizaam, terwijl in het achterhoofd van Cellini de druk van de sceptische hertog zal hebben gespeeld. Het was een operatie die, nadat het beeld in de gietput was neergelaten, dertien man in beslag nam gedurende vier dagen en nachten.
Cellini raakte te bed met zware koorts, de werkplaats vloog in brand, storm en regen kwamen binnen langs de ramen, en het metaal begon te stollen. Toen men hem kwam melden dat het werk bedorven was, kwam hij met onvermoede energie van zijn ziekbed en nam hij allerlei maatregelen. Het stollingsprobleem weet hij aan te weinig tin in de legering en loste hij op door tinnen borden in de oven te werpen. Metallurgisch onderzoek van het beeld toonde aan dat de Perseus drie keer meer lood bevatte dan de Medusa, wat te rijmen valt met het omsmelten van keukengerief, maar geen direct bewijs ervan is.
Na twee dagen afkoelen werd de moedervorm weggekapt en bleek alleen de rechtervoet slecht gevormd. Naar eigen zeggen had Cellini dit vooraf aan Cosimo de’ Medici voorspeld, maar het mag worden aangenomen dat hij die voorspelling heeft verzonnen omdat hij niet de minste smet op zijn reputatie verdroeg. In elk geval was het een gebrek dat achteraf kon worden gecorrigeerd. Cellini bracht persoonlijk het nieuws van de geslaagde gieting aan de hertog in Pisa.
De afwerking nam nog verscheidene jaren in beslag. De sokkel werd gemaakt naar een ontwerp van Cellini door Francesco del Tolla, Guglielmo Fiammingo en Amodio di Sangallo. Zelf vervaardigde hij in 1552 de vier bronzen beeldjes en het reliëfpaneel. Hertogin Eleonora vond de vier beeldjes zo geslaagd dat ze die voor zichzelf wilde houden, maar Cellini smokkelde ze heimelijk uit het paleis en laste ze direct vast. De onthulling vond plaats in de ochtend van 17 april 1554.

## Voorstelling
Het werk, opgesteld vooraan onder de oostelijke arcade van de Loggia dei Lanzi, bestaat uit een monumentaal brons op een witmarmeren sokkel die nog vier vrijstaande bronsbeeldjes bevat. Onder de sokkel is een bronzen reliëf van Perseus en Andromeda verwerkt in de plint van de loggia, omlijst door een marmeren kader.
Het thema van de beeldengroep komt uit de Griekse mythologie: in opdracht van koning Polydektes vermoordt de held Perseus de slapende Medusa, de verschrikkelijkste van de drie Gorgonenzusters. Al wie haar ook maar aankeek, versteende. Goden en nimfen gaven Perseus diverse attributen om hem te helpen: gevleugelde sandalen, een helm die hem onzichtbaar maakte, een spiegelend schild om Medusa te kunnen bekijken, een sikkelzwaard om haar hoofd af te hakken en een buidel om het weg te bergen.
Al deze zaken zijn door Cellini weergegeven. Hij toont een naakte Perseus die net Medusa heeft gedood en die zijn arm heft om haar hoofd aan de menigte te presenteren. De figuur is afgebeeld met een lichte contrapposto, de heupen iets naar links gedraaid, in de linea serpentinata typisch voor het maniërisme. Met zijn linkervoet staat hij op Medusa's naakte, verwrongen lijk waaruit het bloed nog gutst. Het golft in slangachtige stangen. Het rechterbeen staat op zijn schild. In zijn rechterarm houdt Perseus het sikkelzwaard van Mercurius. De weergave van het gespierde lichaam verraadt nauwgezette anatomische studie. Cellini slaagde erin beweging en dramatiek te combineren met kalmte en beheersing. Het werk is het enige dat hij signeerde: zijn naam staat op een lint dat schuin over het bovenlijf van Perseus loopt, zoals Michelangelo had gedaan met zijn Pietà. De achterkant van de helm vormt met het haar een grotesk Janusmasker.
Via Cellini's beeldengroep vereenzelvigde hertog Cosimo de' Medici zich met Perseus, en de Florentijnse Republiek waaraan zijn geslacht in 1530 een definitief einde had gemaakt, met Medusa. Hoewel het niet om een fysiek portret gaat, zijn er genoeg aanwijzingen – zoals de steenbokkoppen op de sokkel – voor de identificatie Perseus-Cosimo: hij presenteerde zich als een heerser die komaf maakte met de republikeinse tweedracht. Er is zelfs beweerd dat het werk rechtstreeks verwijst naar de onthoofdingen van republikeinen die Cosimo in 1537 liet uitvoeren. Het reliëfpaneel op de sokkel toont de bevrijding van Andromeda door Perseus, wat politiek te vertalen was als de Medici (of Cosimo) die de stad Florence uit de handen van haar republikeinse vijanden redden.
De sokkel is ontworpen volgens Cellini's principe dat een vrijstaande figuur acht gezichtspunten moest hebben. Hierdoor zijn de randen van de vierkante basis niet recht en glad, maar rijkelijk versierd met grotesken. De vier kleinere bronzen sculpturen in de nissen zijn Perseus' moeder Danaë (met hem als baby), zijn vader Jupiter, zijn broer Mercurius (die hem het zwaard gaf) en zijn zus Minerva (die voor het schild zorgde). Vier inscripties van Benedetto Varchi verduidelijken deze context.

## Waardering
De onthulling van het beeldhouwwerk in 1554 bracht een massa Florentijnen op de been en oogstte grote bewondering. Er werden oden en sonnetten geschreven om het beeld te prijzen, waarvan sommige bewaard zijn, onder meer van de schilder Agnolo Bronzino. Ook Jacopo da Pontormo spaarde zijn lof niet. Hertog Cosimo had zich verscholen achter een raam in het Palazzo Vecchio om de commentaren op te vangen en zal nerveus hebben teruggedacht aan de satire die de Hercules en Cacus te beurt was gevallen, daarbij ook nog eens verkeerd geïnterpreteerd als een kritiek op de dominantie van Alessandro de' Medici. Opgelucht en uiterst tevreden hoorde hij dan ook hoe de Perseus werd geprezen. 
Nochtans rees een dispuut over Cellini's loon, dat niet vooraf was vastgesteld. De kunstenaar rekende op tienduizend gouden scudi, maar hij kreeg er slechts drieduizendvijfhonderd, na arbitrage door Cosimo's militiehoofd Gerolamo degli Albizzi. Bovendien werd dit bedrag uitbetaald in kleine schijven die Cellini steeds onregelmatiger ontving, de laatste pas in 1567. Na de Perseus kreeg hij geen grote opdrachten meer van de hertog, die de voorkeur gaf aan zijn rivalen Baccio Bandinelli en Bartolomeo Ammannati.
De beoordeling in latere eeuwen was minder eenduidig. Er is de Perseus kleinzieligheid en een gebrek aan generositeit verweten. Vanaf de 20e eeuw werd ook feministische kritiek geuit.

## Conservatie en restauraties
Na bijna vijf eeuwen staat het beeld nog steeds op zijn originele locatie. Het werd metallurgisch onderzocht door de restaurateur Bruno Bearzi en onderging in 1996-2000 een grondige restauratie in de Uffizi. Sokkel, kleine beelden en reliëf zijn vervangen door replica's, net als het zwaard van Perseus. De originele bronzino's zijn in 1975 overgebracht naar het Bargello, waar zich ook het reliëf bevindt en sinds 2000 de sokkel. Ook de voorbereidende modellen in was en brons zijn er te zien.

## Voetnoten
1. ↑  Thomas Hirthe, "Die Perseus- und Medusa-Gruppe des Benvenuto Cellini in Florenz" in: Jahrbuch der Berliner Museen, 1987/1988, p. 205
2. ↑  Gwendolyn Trottein, "Drawing Comparisons: Cellini's 'Perseus Liberating Andromeda' and the Paragone Debate" in: Canadian Art Review, 2009, nr. 2, p. 59
3. ↑  Pieter Starreveld, "Nawoord" in: Het leven van Benvenuto Cellini door hemzelf verteld, vert. Corinne van Schendel en Henriëtte van Dam van Isselt, Querido, 1982, p. 439
4. ↑  Pieter Starreveld, "Nawoord" in: Het leven van Benvenuto Cellini door hemzelf verteld, vert. Corinne van Schendel en Henriëtte van Dam van Isselt, Querido, 1982, p. 443
5. ↑  Guglielmo Somigli, ‘’Notizie storiche sulla fusione del Perseo con alcuni documenti inediti di Benvenuto Cellini’’, Associazione Italiana di Metallurgia, 1958
6. ↑  Pieter Starreveld, "Nawoord" in: Het leven van Benvenuto Cellini door hemzelf verteld, vert. Corinne van Schendel en Henriëtte van Dam van Isselt, Querido, 1982, p. 435
7. 1 2  Gwendolyn Trottein, "Drawing Comparisons: Cellini's 'Perseus Liberating Andromeda' and the Paragone Debate" in: Canadian Art Review, 2009, nr. 2, p. 55
8. ↑  Storie di Perseo e Andromeda, Catalogo generale dei Beni Culturali (bezocht 12 december 2023)
9. ↑  Michael Cole, "Cellini's Blood" in: The Art Bulletin, 1999, nr. 2, p. 229
10. ↑  De tekst luidt: Benvenutus Cellinis cives Flor. faciebat MDLIII = Gemaakt door de Florentijnse burger Benvenuto Cellini in 1553 (oude stijl). Zie: Margaret A. Gallucci, Benvenuto Cellini. Sexuality, Masculinity, and Artistic Identity in Renaissance Italy 2016, p. 105
11. ↑  Cosimo had dit impresa overgenomen van keizer Karel V. Zie: P.W. Richelson, Studies in the personal imagery of Cosimo I de' Medici, Duke of Florence, 1978, p. 25-26.
12. ↑  Thomas Hirthe, "Die Perseus- und Medusa-Gruppe des Benvenuto Cellini in Florenz" in: Jahrbuch der Berliner Museen, 1987/1988, p. 197-216
13. ↑  Volker Breidecker, Florenz, oder 'Die Rede, die zum Auge spricht'. Kunst, Fest und Macht im Ambiente der Stadt, 1990, p. 25 e.v.
14. ↑  Jupiter: Te fili / si quis laeserit / ulter ero ("Zoon, als iemand je kwetst, zal ik je wreker zijn"); Danaë: Tuta Iove ac / tanto pignore / laeta fugor ("Beschermd door Jupiter en blij met zo'n groot liefdespand, word ik verdreven"); Mercurius: Fr[atr]is ut arma / geras nudus ad / astra volo ("Ik vlieg naakt naar de sterren opdat je de wapens van je broer zou mogen dragen"); Minerva: Quo vincas / clypeum do tibi / casta soror ("Ik, je kuise zuster, geef je dit schild opdat je mag winnen"). Zie: Thomas Hirthe, "Die Perseus- und Medusa-Gruppe des Benvenuto Cellini in Florenz" in: Jahrbuch der Berliner Museen, 1987/1988, p. 199
15. ↑  John Shearman, Only Connect. Art and the Spectator in the Italian Renaissance, 1992, p. 53
16. ↑  Het leven van Benvenuto Cellini door hemzelf verteld, vert. Corinne van Schendel en Henriëtte van Dam van Isselt, Querido, 1982, p. 391 n. 1
17. ↑  Yael Ewen, "The Loggia dei Lanzi: A Showcase of Female Subjugation" in: Woman's Art Journal, 1991, p. 10-14
18. ↑  Cristina Acidini Luchinat, "Il recente restauro del Perseo" in: Benvenuto Cellini. Kunst und Kunsttheorie im 16. Jahrhundert, eds. Alessandro Nova en Anna Schreurs, 2003, p. 171-179
19. ↑  Lorenzo Morigi, "Cellini's Splendor. The Reversible Theory of Restoration" in: Sculpture Review, 1999, nr. 3, p. 14-19
20. ↑  Derek Parker, Cellini. Artist, Genius, Fugitive, 2003, p. 232
21. ↑  Benvenuto Cellini's Perseus. The story of a masterpiece of Mannerism, Finestra sull'Arte, 23 maart 2023